# Julio César Santos Correa
Júlio César Santos Correia (São Luís, Maranhão, Brasil, 18 de novembre de 1978) és un futbolista brasiler, que juga de defensa.
Va iniciar la seua carrera al CD Marathón d'Hondures. El 1996 és fitxat pel Reial Valladolid, de la lliga espanyola. Al conjunt castellà passa la seua millor època i fins i tot crida l'atenció del Reial Madrid, que l'hi incorpora el 1999. No qualla al club madridista i és cedit a l'AC Milà.
Posteriorment, la carrera de Júlio César prossegueix per altres equips de la lliga espanyola, així com per Portugal, Anglaterra, Àustria, Grècia o Romania, entre altres destins.

## Títols
- Espanya Reial Madrid
  - Lliga de Campions de la UEFA: 1 (2000)
- Àustria FK Austria Wien
  - Austrian Bundesliga: 2002/2003
  - Austrian Cup: 2002/2003
- Mèxic UANL Tigres
  - Interliga Championship: 2005/2006
- Grècia Olympiacos CFP
  - Greek Super League: 2006/2007, 2007/2008
  - Greek Super Cup: 2007